# Chaetanthera lanata
Chaetanthera lanata là một loài thực vật có hoa trong họ Cúc. Loài này được (Phil.) I.M.Johnst. mô tả khoa học đầu tiên năm 1929.